# Admontervitriol
Admontervitriol är blågröna kristaller, bestående av en blandning av kopparsulfat och järnsulfat. (Vitriol är ett gammalt namn på sulfat.) Ämnet erhålls vid förarbetning av järnhaltig kopparmalm då järnet inte har avskilts. Ämnet har utnyttjats inom färgindustrin.